# Scacchi tridimensionali

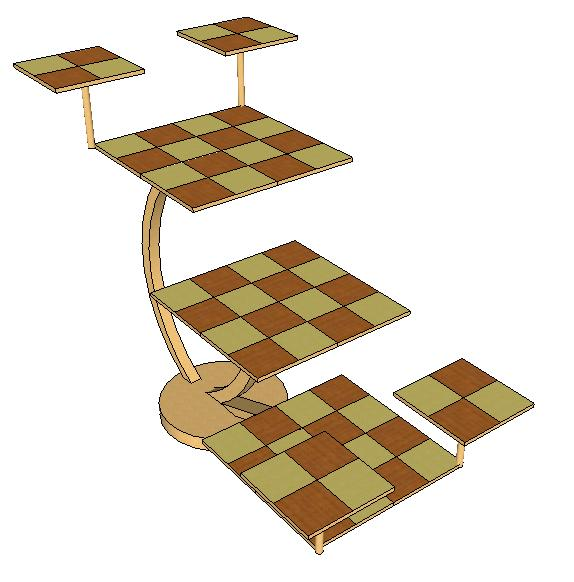
Scacchiera per scacchi tridimensionali di Star Trek

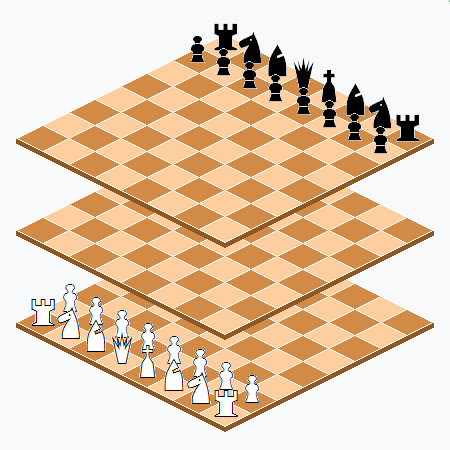
Scacchi Millennium 3D

Gli scacchi tridimensionali o scacchi 3D sono delle varianti degli scacchi che utilizzano scacchiere a tre dimensioni. Esempi di scacchi in tre dimensioni sono noti almeno dalla fine del XIX secolo; una delle versioni più antiche, i Raumschach (in tedesco "scacchi spaziali"), usava una scacchiera 5×5×5 e fu inventata nel 1907 da Ferdinand Maack. Gli scacchi 3D più universalmente noti sono però un gioco immaginario presentato in molti episodi di Star Trek, a partire dalla serie classica.

## Gli scacchi 3D di Star Trek
La scacchiera utilizzata nella serie classica di Star Trek fu creata dagli scenografi del telefilm assemblando diverse plance dei giochi 3-D Checkers e 3-D Tic Tac Toe, in vendita all'epoca. I pezzi, una rivisitazione futuristica delle figure tradizionali, furono creati ad hoc. Le regole del gioco non vengono mai spiegate nel telefilm (e non erano neppure state decise dagli sceneggiatori). In seguito, Franz Joseph Schnaubelt descrisse la forma della scacchiera, la disposizione iniziale dei pezzi e alcune regole generali nel suo volume Starfleet Technical Manual. Nel 1976 Andrew Bartmess pubblicò la prima versione di quelle che vengono oggi riconosciute come le "regole standard" del gioco. Lo stesso Bartmess le raffinò e migliorò negli anni successivi. Lo Star Trek Italian Club (STIC) distribuisce agli iscritti un manuale in italiano scritto da Marco Bresciani, traduzione fedele ed autorizzata delle regole standard, con ampliamenti, spiegazioni, informazioni su tattiche e strategie, e altro.

## Altre varianti nellafiction
Una variante 3D degli scacchi molto simile a quella di Star Trek si gioca anche nel romanzo di fantascienza giapponese La leggenda degli eroi galattici. In Dune di Frank Herbert si fa riferimento a un gioco detto Cheops o Pyramid Chess ("scacchi piramidali"), il cui scopo è quello di mettere sotto scacco il re avversario e contemporaneamente piazzare la propria regina all'apice della scacchiera piramidale. Nel romanzo "Starman Jones" di Robert A.Heinlein il protagonista Max Jones gioca a scacchi tridimensionali con Eldreth "Ellie" Coburn (passeggera della nave interstellare su cui stanno viaggiando) usando tre scacchiere identiche. Anche Isaac Asimov ha descritto un gioco di scacchi 3D nel racconto breve A Perfect Fit; vi si gioca con otto scacchiere impilate l'una sull'altra.
Nella serie The Big Bang Theory i due protagonisti Sheldon e Leonard giocano spesso la variante Star Trek degli scacchi. In un episodio de I Griffin (14x03) i robot creati da Stewie giocano a questa versione del gioco. 

## Varianti reali
Oltre ai già menzionati "scacchi spaziali" tedeschi, una variante 3D degli scacchi è quella realizzata dal programma 3dchess per GNU/Linux, giocata su tre scacchiere standard 8×8 impilate l'una sull'altra. Sulla scacchiera di mezzo si gioca con i pezzi normali; sulle altre due si gioca con i pezzi aggiuntivi come Principe, Abate e Galera. Le regole consentono il movimento dei pezzi da una scacchiera all'altra.